# トマス・グレーブス
サー・トマス・グレーブス（1747年頃 - 1814年3月29日）は、イギリス海軍の士官である。七年戦争、アメリカ独立戦争、フランス革命戦争、ナポレオン戦争に参戦した後に提督に昇進した。

## 家族と海軍入隊
トマス・グレーブスは1747年頃、ロンドンデリーのキャッスル・ドーソンの牧師のジョン・グレーブスと、妻のジェーン・ハドソンの三男として生まれた。サミュエル・グレーブス提督をおじに持ち、また初代グレーブス男爵トマス・グレーブスのいとこの子供でもあった。トマスの兄弟3人はすべてイギリス海軍の艦長を勤めており、海軍の古い名簿によれば、すべて提督になっている。トマスは幼くして海軍に入り、七年戦争中はおじのサミュエルと共にスコーピオン、デューク、そしてビーナス艦上で任務についた。七年戦争終結後は、父のいとこである後のトマス・グレーブス男爵とアンテロープに乗り、その後男爵がエドガーに乗艦した後にグレーブスも乗艦し、1765年、アフリカ沖で、男爵からシャノンの海尉に任じられた。フォスターの『ピアリッジ』（Peerage）によれば、グレーブスは1752年生まれとなっているが、これは一般に知られたグレーブスの軍歴とは矛盾している。海軍の規則によると、彼は海尉昇進までに20歳になっていなければならず、軍規にかなり違反していたとしても、彼がわずか13歳であったというのはかなり可能性が低い。1765年には、若くても18歳にはなっていたと推測するのが妥当であろう。

## 北極海の航海とアメリカ独立戦争
1770年、グレーブスはアレトゥーサの海尉となり、1773年にはコンスタンティン・フィップスと共にレースホースの指揮を任されて、北極海で新しい発見をするための航海に向かった。その翌年には北アメリカにおじのサミュエルと赴き、ダイアナの指揮を任された。この艦は密輸防止のための小型スクーナー艦の1隻で、乗員は30人、4台の2ポンド砲を搭載していた。1775年5月27日、ボストンからこの艦がチャールズ川に派遣された時、大規模の反乱軍に攻撃された。到着するまでにこの反乱軍の規模はかれこれ2000人程度にまで膨れ上がり、しかも彼らは2台の野戦砲を持っていた。この事態が収まって、真夜中が近づいた頃に引き潮となり、ダイアナが座礁して横向きにひっくり返ったため、大陸軍はダイアナの砲撃に成功した。乗員はわずかな人数でよくしのいだが、艦を廃棄せざるを得なくなった。グレーブスはこの時、兄弟のジョン共々生まれて初めてひどいやけどを負い、このため旗艦のプレストンの海尉がボートに乗って、ダイアナの乗員の救援に向かった。

## 勅任艦長昇進と西インド諸島での海戦

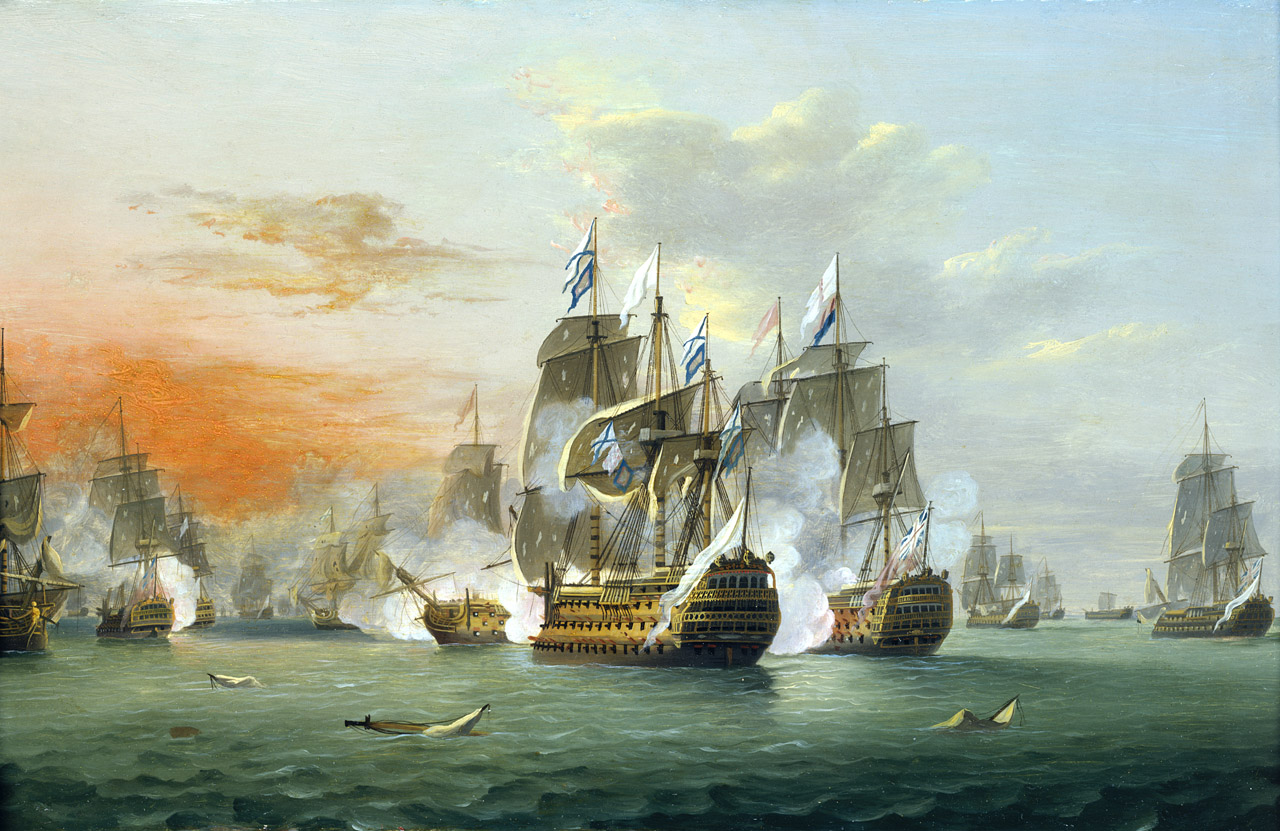
セインツの海戦

この後グレーブスは、ボストンとロードアイランドの近郊で他の補給船の指揮を執り続け、おじのサミュエルが召喚されたため、再びプレストンに乗ってイギリスへ戻った。しかし再び、ウィリアム・ホサムが指揮を執るプレストンで北アメリカの駐留地へ送られた。1779年、グレーブスは西インド諸島及び北アメリカ駐留地のスループ艦サヴェージの指揮を執り、1781年5月には勅任艦長となった。その時期はエドマンド・アフレック准将が不在であったため、9月5日のチェサピーク湾の海戦でベッドフォードの指揮を執り、その後も引き続きアフレック准将の旗艦艦長としてベッドフォードの指揮官を務め、1782年1月26日のセイントキッツの海戦と、4月9日と12日のセインツの海戦では功績をあげた。このセインツの戦いが、ベッドフォード指揮官として最後の戦闘となった。
その年の秋、グレーブスはフリゲート艦マジシエン（マジシエンヌ）の指揮官となった。この艦で、1783年の1月2日にはフランスのフリゲート艦シビルと激しい交戦を行い、この時はシビルの乗員相手に苦戦した。この乗員はチェサピーク湾へ輸送される兵員だった。2隻は難破するまで戦ったのち別れた。マジシエンは2週間後にジャマイカに到着し、シビルは1783年2月22日にトマス・マクナマラ・ラッセルの指揮下の護衛艦ハッサーに拿捕された。

## フランス革命戦争とナポレオン戦争
アメリカ独立戦争後、グレーブスはフランスで主に過ごした。フランス革命戦争の初期には召集されなかったが、1800年10月になって、ジョン・ジャーヴィス指揮下にある海峡艦隊の74門艦カンバーランドに配属された、この任務は数か月間程度のものだった。1801年1月1日に白色少将となり、3月には64門艦パリフィーマスに旗をなびかせた、この艦はハイド・パーカーの下バルト海に向かう艦隊の1隻だった。

## 提督への昇進と晩年

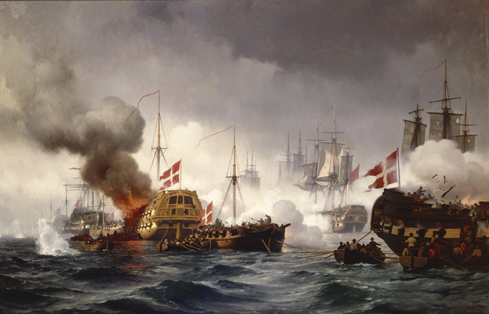
1801年のコペンハーゲンの海戦

グレーブスはその後デフィアンスに移り、1801年4月2日のコペンハーゲンの海戦で、ホレーショ・ネルソンの副指揮官となった。この大事な海戦での働きで、議会から感謝の議決を受け、バス勲章を授与された。7月の終わりにかけて艦隊はバルト海を離れたが、この作戦中の大部分に健康を害していたグレーブスは、イギリスに戻って第一線から退いたが、1804年10月から1805年2月にかけて、ビスケー湾を航海したフードロイヤント艦長のクリストファー・ネシャムは、グレーブスの提督旗を自艦に掲げていた。グレーブスは1805年9月には中将となり、1812年8月2日に大将に昇進した。
グレーブスは2度結婚したが、子供は娘が1人だけだった。1814年3月29日、ホニトン近くのウッドバインヒルの自宅で死去した。